# Soumaila Traoré
Soumaila Traoré (ur. 4 stycznia 1973 w Bamako) – malijski piłkarz grający na pozycji napastnika. W swojej karierze rozegrał 7 meczów i strzelił 3 gole w reprezentacji Mali.

## Kariera klubowa
Swoją karierę piłkarską Traoré rozpoczął w klubie Djoliba Athletic Club. W sezonie 1991/1992 zadebiutował w jego barwach w pierwszej lidze malijskiej. Wywalczył z nim mistrzostwo Mali w sezonie 1991/1992 oraz zdobył Puchar Mali w 1993 roku.
Latem 1993 Traoré przeszedł do Austrii Wiedeń, która w sezonie 1993/1994 zdobyła Puchar Austrii oraz wywalczyła wicemistrzostwo Austrii.
Na początku 1994 Traoré został zawodnikiem Raja Casablanca. Z kolei sezon 1994/1995 spędził w Wydad Casablanca. W 1995 roku wrócił do Djoliba AC. W sezonach 1995/1996, 1996/1997 i 1997/1998 wywalczył z nim trzy tytuły mistrza Mali z rzędu. W 1996 i 1998 roku zdobył z nim dwa Puchary Mali. W Djoliba AC grał do 1998 roku.

## Kariera reprezentacyjna
W reprezentacji Mali Traoré zadebiutował 4 lipca 1993 roku w wygranym 2:0 towarzyskim meczu z Gabonem, rozegranym w Moandzie. W debiucie zdobył bramkę. W 1994 roku został powołany do kadry na Puchar Narodów Afryki 1994. Na tym turnieju zagrał w trzech meczach: grupowym z Zairem (0:1), ćwierćfinałowym z Egiptem (1:0, strzelił w nim gola) oraz półfinałowym z Zambią (0:4). Od 1993 do 1994 rozegrał w kadrze narodowej 7 meczów i strzelił 3 gole.